# Volumen de ventas
El volumen de ventas, en economía, es una magnitud contable que agrega todos los ingresos que una empresa o unidad contable ha tenido, con motivo de su actividad ordinaria, en un periodo de tiempo determinado.
Los ingresos son contabilizados cuando se realizan independientemente del flujo monetario, es decir, no se tiene en cuenta el momento de realización del pago del mismo. Además, el volumen de ventas o de negocio se ve aumentado a medida que crece la actividad por parte de la empresa y no cuando se producen aportaciones dinerarias por parte de los socios.
El volumen de ventas es una de las partidas que componen el resultado operativo.
Por otra parte, el volumen de ventas es una magnitud de gran importancia a la hora de evaluar el tamaño y la solvencia de una empresa. Para evaluar la solvencia suele tenerse en cuenta otras cifras como el resultado operativo, el capital social, el ebitda o la misma suma de los activos. Para evaluar el tamaño de la empresa también se tienen en cuenta otras cifras no puramente económicas, como el número de empleados.